# غوشين (أركنساس)
غوشين (بالإنجليزية: Goshen, Arkansas)‏ هي بلدة أمريكية تقع في الولايات المتحدة في مقاطعة واشنطن، أركنسو. يقدر عدد سكانها بـ 1,071 نسمة ومساحتها 29.3 كم2 وترتفع عن سطح البحر 363 متر.

## التركيبة السكانية
حدّد مكتب تعداد الولايات المتحدة بيانات التركيبة السكانية لغوشين في تعداد الولايات المتحدة. في ما يلي، التركيبة السكانية حسب تعدادي 2000 و2010.

### تعداد عام 2000
بلغ عدد سكان غوشين 752 نسمة بحسب تعداد عام 2000، وبلغ عدد الأسر 277 أسرة وعدد العائلات 211 عائلة مقيمة في البلدة. في حين سجلت الكثافة السكانية 25.1 نسمة لكل كيلومتر مربع (65.0/ميل2). وبلغ عدد الوحدات السكنية 310 وحدة بمتوسط كثافة قدره 10.3 لكل كيلومتر مربع (26.7/ميل2).
وتوزع التركيب العرقي للبلدة بنسبة 96.28% من البيض و0.13% من الأمريكيين الأفارقة و0.80% من الأمريكيين الأصليين و0.40% من الأمريكيين ذوي الأصول الآسيوية و1.06% من الأعراق الأخرى و1.33% من عرقين مختلطين أو أكثر و0.80% من الهسبانيون أو اللاتينيون من أي عرق.
بلغ عدد الأسر 277 أسرة كانت نسبة 39% منها لديها أطفال تحت سن الثامنة عشر تعيش معهم، وبلغت نسبة الأزواج القاطنين مع بعضهم البعض 69.7% من أصل المجموع الكلي للأسر، ونسبة 4% من الأسر كان لديها معيلات من الإناث دون وجود شريك،  بينما كانت نسبة 2.5% من الأسر لديها معيلون من الذكور دون وجود شريكة وكانت نسبة 23.8% من غير العائلات. تألفت نسبة 18.8% من أصل جميع الأسر من عدة أفراد يعيشون في نفس المنزل ونسبة 7.2% كانت تتألف من شخص يعيش بمفرده يبلغ من العمر 65 عاماً أو أكثر. وبلغ متوسط حجم الأسرة المعيشية 2.71، أما متوسط حجم العائلات فبلغ 3.16.
بلغ العمر الوسطي للسكان 37.5 عاماً. وكانت نسبة 27.1% من القاطنين تحت سن الثامنة عشر، وكانت نسبة 7.7% بين الثامنة عشر والرابعة والعشرين عاماً، ونسبة 30.3% كانت واقعةً في الفئة العمرية ما بين الخامسة والعشرين والرابعة والأربعين عاماً، ونسبة 24.7% كانت ما بين الخامسة والأربعين والرابعة والستين، ونسبة 10.1% كانت ضمن فئة الخامسة والستين عاماً فما فوق. يوجد لكل 100 أنثى 98.4 ذكر، ويوجد لكل 100 أنثى في الثامنة عشر من عمرها فما فوق 98.6 ذكر.
بلغ متوسط دخل الأسرة في البلدة 47,083 دولارًا، أما متوسط دخل العائلة فبلغ 52,891 دولارًا. وكان متوسط دخل الذكور 32,353 دولارًا مقابل 21,750 دولارًا للإناث. وسجل دخل الفرد الخاص بالبلدة 18,513 دولارًا. وكانت نسبة 5.6% من العائلات ونسبة 6.4% من السكان تحت خط الفقر، وكان من هؤلاء نسبة 7.4% تحت سن الثامنة عشر ونسبة 6% في الخامسة والستين من العمر وما فوق.

### تعداد عام 2010
بلغ عدد سكان غوشين 1,071 نسمة بحسب تعداد عام 2010، وبلغ عدد الأسر 389 أسرة وعدد العائلات 312 عائلة مقيمة في البلدة. في حين سجلت الكثافة السكانية 35.7 نسمة لكل كيلومتر مربع (92.5/ميل2). وبلغ عدد الوحدات السكنية 445 وحدة بمتوسط كثافة قدره 14.8 لكل كيلومتر مربع (38.3/ميل2).
وتوزع التركيب العرقي للبلدة بنسبة 95.52% من البيض و0.09% من الأمريكيين الأفارقة و0.65% من الأمريكيين الأصليين و1.68% من الأمريكيين ذوي الأصول الآسيوية و0.47% من الأعراق الأخرى و1.59% من عرقين مختلطين أو أكثر و0.93% من الهسبانيون أو اللاتينيون من أي عرق.
بلغ عدد الأسر 389 أسرة كانت نسبة 41.6% منها لديها أطفال تحت سن الثامنة عشر تعيش معهم، وبلغت نسبة الأزواج القاطنين مع بعضهم البعض 71.2% من أصل المجموع الكلي للأسر، ونسبة 6.7% من الأسر كان لديها معيلات من الإناث دون وجود شريك،  بينما كانت نسبة 2.3% من الأسر لديها معيلون من الذكور دون وجود شريكة وكانت نسبة 19.8% من غير العائلات. تألفت نسبة 16.2% من أصل جميع الأسر من عدة أفراد يعيشون في نفس المنزل ونسبة 5.7% كانت تتألف من شخص يعيش بمفرده يبلغ من العمر 65 عاماً أو أكثر. وبلغ متوسط حجم الأسرة المعيشية 2.75، أما متوسط حجم العائلات فبلغ 3.11.
بلغ العمر الوسطي للسكان 41.2 عاماً. وكانت نسبة 28.3% من القاطنين تحت سن الثامنة عشر، وكانت نسبة 5.7% بين الثامنة عشر والرابعة والعشرين عاماً، ونسبة 23.2% كانت واقعةً في الفئة العمرية ما بين الخامسة والعشرين والرابعة والأربعين عاماً، ونسبة 31.9% كانت ما بين الخامسة والأربعين والرابعة والستين، ونسبة 10.9% كانت ضمن فئة الخامسة والستين عاماً فما فوق. وتوزع التركيب الجنسي للسكان بنسبة 47.7% ذكور و52.3% إناث.